# Виллари, Эмилио
Эмилио Виллари (1836—1904) — итальянский физик, член Академии деи Линчеи (1891).
В 1860 г. работал в колледже в Неаполе в 1861—1864 гг. — в лицее в Пизе, в 1865—1870 гг. — во Флоренции, с 1871 г. — профессор университета в Болонье с 1900 г. — в Неаполе.
Работы по электричеству, магнетизму, оптике. В 1865 г. обнаружил явление, обратное магнитострикционному эффекту — изменение намагниченности ферромагнетиков при деформации (магнитоупругий эффект, или эффект Виллари).
В 1870 г. исследовал зависимость вращения плоскости поляризации света от интенсивности магнитного поля.